# 김병식 (1919년)
김병식(金炳植, 1919년~1999년 7월 21일)은 조선민주주의인민공화국의 정치인이다.
재일본조선인총련합회의 제1부의장을 맡은 뒤 조선민주주의인민공화국으로 가서 국가부주석, 조선사회민주당 위원장을 맡았다.

## 참고 자료
- 李英和 (1999년 9월). 《朝鮮総連と収容所共和国》. 小学館文庫. 小学館. ISBN 4-09-403431-5. 다음 글자 무시됨: ‘和書’ (도움말);